# Ilex chiriquensis
Ilex chiriquensis är en järneksväxtart som beskrevs av Standley. Ilex chiriquensis ingår i släktet järnekar, och familjen järneksväxter. Inga underarter finns listade i Catalogue of Life.